# Jeune Nation

Logo strany "Jeune Nation" (Keltský kříž)

Jeune Nation (česky Mladý Národ) bylo francouzské nacionalistické hnutí založené koncem roku 1949. Zakladatelem byl Albert Heuclin, mandatář (pověřenec) pařížské centrální tržnice Les Halles, Jean Marot, Jacques Wagner a bratři Sidosové: François Sidos předseda strany Mladý národ, Jacques Sidos a Pierre Sidos, generální tajemník a hlavní osoba v organizaci. 
22. října 1949 se hnutí poprvé prezentovalo v sídle organizace "Souvernir napoléonien" v Paříži. 23. března 1950 bylo oficiálně přihlášeno na policejní prefektuře v Paříži 1. Během celé své existence byla Jeune Nation neparlamentní stranou. 
15. května 1958 bylo hnutí vládním dekretem zakázáno po pokusu o převrat 13. května 1958, kterému předcházela série atentátů a násilí. Jeune Nation se odmítlo rozpustit a v roce 1959 se reformovalo pod názvem "Parti nationaliste". Nová strana byla po několika dnech rozpuštěna, a proto se znovu reformovala na "Fédération des étudiants nationalistes".
5. července 1958 vyšlo první číslo deníku "Jeune Nation", který byl prezentován jako zpravodajský dvouměsíčník, ale který chtěl být orgánem strany Mladý národ. Tento deník existuje dodnes a je tiskovým orgánem hnutí l 'oeuvre française, které je součástí Union de la droite nationale.